# Göran Hagberg
Göran Hagberg (* 8. November 1947 in Bjuv; † 2. April 2024) war ein schwedischer Fußballspieler und -trainer.

## Laufbahn

### Spielerkarriere
Hagberg spielte bis 1965 in seinem Heimatort bei Bjuvs IF. Anschließend ging er zu Landskrona BoIS, wo er bis 1968 spielte. 1969 wechselte er zum amtierenden schwedischen Meister Östers IF in die Allsvenskan. Bis 1979 bestritt der Torwart 242 Partien im schwedischen Oberhaus. Er konnte 1977 den Gewinn des schwedischen Pokals und ein Jahr später den schwedischen Meistertitel feiern. 1980 ging er zum unterklassigen Alvesta GIF, wo er als Spieltrainer tätig war. 1982 feierte ein kurzes Comeback in der Allsvenskan, als er zehn Mal für AIK Solna zwischen den Pfosten stand. Anschließend wechselte er als Spielertrainer zu Ljungby IF, wo er am Ende der Spielzeit 1983 seine aktive Laufbahn beendete. 
Zwischen 1973 und 1979 hütete Hagberg 15 Mal das schwedische Tor. Als Ersatzmann nahm er an den Weltmeisterschaften 1974 und 1978 teil.

### Trainerkarriere
Nach Beendigung seiner Spielerkarriere wechselte Hagberg auf die Trainerbank. Bereits 1980 bis 1982 und 1983 war er Spieltrainer gewesen. Ab 1986 betreute er IFK Värnamo. Anschließend war er von 1990 bis 1992 Trainer bei Myresjö IF. 1993 betätigte er sich bei Karlskrona AIF noch einmal als Spieltrainer. Nach der Spielzeit kehrte er zu Ljungby IF zurück, wo er bis 1996 tätig war. 1997 war er bei Myresjö IF, 1998 bei Vislanda IF.